# Quan Hoa
Quan Hoa là một phường thuộc quận Cầu Giấy, thành phố Hà Nội, Việt Nam.

## Địa lý
Phường Quan Hoa nằm ở phía đông quận Cầu Giấy, có vị trí địa lý:
- Phía đông giáp các quận Ba Đình và Đống Đa với ranh giới tự nhiên là sông Tô Lịch
- Phía tây giáp phường Dịch Vọng
- Phía nam giáp phường Yên Hòa
- Phía bắc giáp phường Nghĩa Đô.

Phường có diện tích là 0,83 km², dân số năm 2022 là 34.055 người, mật độ dân số đạt 41.030 người/km².

## Lịch sử
Tiền thân của phường là thị trấn Cầu Giấy thuộc huyện Từ Liêm, được thành lập vào năm 1982 trên cơ sở tách đất xã Dịch Vọng.
Ngày 22 tháng 11 năm 1996, Chính phủ ban hành Nghị định 74-CP về việc thành lập hai quận Cầu Giấy và Thanh Xuân. Theo đó, thành lập phường Quan Hoa trên cơ sở toàn bộ diện tích và dân số của thị trấn Cầu Giấy.
Sau khi thành lập, phường Quan Hoa có 99,9 ha diện tích tự nhiên, dân số là 13.716 người.
Ngày 5 tháng 1 năm 2005, Chính phủ ban hành Nghị định 02/2005/NĐ-CP. Theo đó:
- Điều chỉnh 12,44 ha diện tích tự nhiên và 1.370 người của phường Quan Hoa về phường Dịch Vọng quản lý.
- Điều chỉnh 48,10 ha diện tích tự nhiên và 9.898 người của phường Dịch Vọng về phường Quan Hoa quản lý.
- Thành lập phường Dịch Vọng Hậu trên cơ sở 52,88 ha diện tích tự nhiên và 8.684 người của phường Quan Hoa, 94,84 ha diện tích tự nhiên và 11.281 người của phường Dịch Vọng.

Sau khi điều chỉnh, phường Quan Hoa còn lại 82,68 ha diện tích tự nhiên, dân số là 19.500 người.